# Ethyl-(2Z)-4-(benzyloxy)-2-brom-2-butenoat
Ethyl-(2Z)-4-(benzyloxy)-2-brom-2-butenoat ist eine chemische Verbindung.

## Gewinnung und Darstellung
Ethyl-(2Z)-4-(benzyloxy)-2-brom-2-butenoat kann durch eine Wittig-Reaktion mit Benzyloxyacetaldehyd und Ethyl-brom(triphenylphosphoranyliden)acetat synthetisiert werden.

## Verwendung
Ethyl-(2Z)-4-(benzyloxy)-2-brom-2-butenoat ist ein Edukt von Trachelanthamidin.